# Шейнманн, Юрий Михайлович
Юрий Михайлович Шейнманн (17 (30) июня 1901, Киев, Российская империя — 4 апреля 1974, Москва) — советский геолог, доктор геолого-минералогических наук (1946), заслуженный деятель науки РСФСР (1973).

## Биография
Родился в семье помощника присяжного поверенного.
В 1927 году окончил Ленинградский горный институт. В 1923—1938 годах работал в Геологическом комитете (Ленинград) и проводил исследования в Забайкалье, Тянь-Шане, Синьцзяне. В 1936—1938 годах — учёный секретарь Международного геологического конгресса, учёный секретарь журнала «Геология Союза».
В 1938 году — репрессирован по обвинению в участии в шпионско-вредительской организации. В апреле 1939 года был осуждён к 8 годам лагерей, срок отбывал в Норильске. В 1944 году срок снижен на 2 года с оставлением в ИТЛ до конца войны. После освобождения — главный геолог Ангарской экспедиции, приезжал в Москву для защиты диссертации.
Отбывая заключение в 1939—1946 годах занимался изучением геологического строения, тектоники и магматизма севера Сибирской платформы.
С 1947 года работал в различных геологических учреждениях Сибири и Москвы, проводя полевые работы на Алтае, в Саянах, на северо-востоке СССР.
В 1949—1950 годах проходил по Красноярскому делу по обвинению большой группы геологов в «неправильной оценке и заведомом сокрытии месторождений полезных ископаемых, вредительстве» при поисках урановых месторождений в Сибири. Был арестован в марте 1949 года и приговорён к 15 годам лагерей. Некоторое время находился на Чукотке в районе Певека, в 1951 переведен в Магадан на работу в научно-методический отдел Северо-Восточного ГУ .
В 1954 году Красноярское дело за недоказанностью обвинения было прекращено, все осужденные геологи были реабилитированы. Работал в Москве в Аэрогеологии, потом во Всесоюзном институте минерального сырья (1959—1960), с 1960 года — в Институте физики Земли им. О. Ю. Шмидта АН СССР.

## Научная деятельность
Основные труды Ю. Шейнманна посвящены общим проблемам тектоники, выяснению связей магматических и тектонических процессов, происхождению (в особенности щелочных) магм; разработал представление о глубинной структуре — тектонофере, предопределяющей появление и развитие геосинклиналей. Один из первооткрывателей Талнахского месторождения медно-никелевых руд.

### Избранные труды
- Очерки глубинной геологии, М., 1968;
- Тектоника и магматизм. Избранные труды, М., 1976.